# 高雄三聖殿
高雄三聖殿，位於台灣高雄市鹽埕區河西路197號，愛河河畔邊，主祀金、范、李三府千歲，分靈自澎湖菓葉聖帝廟，是當地澎湖移民的信仰廟宇。 

## 簡介
日治時期，移居高雄的澎湖菓葉村村民，迎奉菓葉聖帝廟的金、范、李三府千歲來台。

剛開始信眾將神像奉祀在民宅，直到1947年（民國36年），在水泥工廠服務的澎湖人呂長恩發起募款建廟。民國47年改建廟宇，民國85年因火災而改建成現今廟貌。

## 祀神
高雄三聖殿主祀
金、范、李三府千歲
真武大帝及文衡聖帝
配祀福德正神、註生娘娘、黑虎大將軍。
三樓則有：南北斗星君及開基金、范、李三府千歲

## 外部連結
- 三聖殿-微廟網